# Pseudophycis
Pseudophycis is een geslacht van straalvinnige vissen uit de familie van diepzeekabeljauwen (Moridae).

## Soorten
- Pseudophycis bachus (Forster, 1801).
- Pseudophycis barbata Günther, 1863.
- Pseudophycis breviuscula Richardson, 1846.